# Джоузеф Файндър
Джоузеф Файндър (на английски: Joseph Finder) е американски писател на бестселъри в жанра трилър.

## Биография и творчество
Джоузеф Файндър е роден на 6 октомври 1958 г. в Чикаго, Илинойс, САЩ, в семейството на Морис и Нанали Файндър, професори. По-голямата част от детството си живее в Афганистан и Филипините, където работят родителите му.
Получава бакалавърска степен с пълно отличие по руски език от Йелския университет през 1980 г. и магистърска степен по руски език и култура от Харвардския университет през 1984 г. Член е на организацията „Фи Бета Капа“. В периода 1983 – 1984 г. е преподавател в Харвардския университет. След дипломирането си работи в ЦРУ като офицер от разузнаването и като журналист. Писал е речи за президентската кампания на Бил Клинтън. По-късно се посвещава на писателската си кариера.
Още като студент публикува през 1983 г. първата си книга „Red Carpet“ със сюжет за връзките на комунистическото ръководство на СССР с влиятелния американски бизнесмен Арманд Хамър.
През 1991 г. е публикуван трилърът му „Московският клуб“, в който се описва военен пуч срещу президента Елцин в Русия, подобен на реалния пуч случил се реално шест месеца по-късно. Романът веднага става бестселър и е публикуван в над 30 страни.
Трилърът му „Белязаният“ е издаден през 1994 г. Главният герой е внедрен в ЦРУ шпионин на КГБ, който заема висока позиция. Публикуван е дни преди да бъде разкрита една истинска къртица в ЦРУ – шпионинът Олдрич Еймс.
През 1996 г. публикува трилърът „Часът нула“, който е първият в историята роман, написан в официално сътрудничество едновременно с ЦРУ и ФБР.
Публикуваният му през 1998 г. трилър „Тежки престъпления“ е екранизиран в едноименния филм с участието на Ашли Джъд и Морган Фрийман.
Следващият му трилър „Параноя“ от 2004 г. е екранизиран през 2013 г. с участието в главните роли на Харисън Форд, Гари Олдман и Лиам Хемсуърт.
Трилърът му „Инстинкт на убиец“ издаден през 2006 г. е удостоен с наградите „Бари“ и „Трилър“ за най-добър роман.
През 2006 – 2007 г. участва в написването с благотворителна цел на романът „Ръкописът на Шопен“ с още 14 други автори – Джефри Дивър (фабула), Лий Чайлд, Джеймс Грейди, Джим Фузили, Дейвид Хюсън, С. Джей Роузан, Ерика Спиндлър, Джон Рамзи Милър, Дейвид Корбет, Джон Гилстрап, Питър Шпигелман, Ралф Пезуло, Лайза Скоталайн и П. Дж. Париш. През 2009 г. по същата схема се създава „The Copper Bracelet“ с 15 негови колеги – Гейл Линдс, Дейвид Хюсън, Джим Фузили, Джон Гилстрап, Джефри Дивър, Лайза Скоталайн, Дейвид Корбет, Линда Барнс, Джени Сайлър, Дейвид Лис, П. Дж. Париш, Брет Батълс, Лий Чайлд, Джон Ланд и Джеймс Фелън. Те са издадени като аудио-книги с разказвач Алфред Молина.
С романа си „Изчезнал“ издаден през 2009 г. поставя началото на поредицата си „Ник Хелър“. Главен герой е следователят „частния шпионин“ Ник Хелър, който никога не забравя, че жертвите са били живи хора и тяхната смърт е оставила след себе си празнина в душите на техните близки.
Освен като писател Файндър, чиито произведения неизменно са в списъците на бестселърите, той продължава да пише до голяма степен за шпионаж и международните отношения за „Ню Йорк Таймс“, „Уошингтън Поуст“ и „Ню Репюблик“.
Джоузеф Файндър живее със семейството си в Бостън, Масачузетс, и в Палм Бийч, Флорида.

## Произведения

### Самостоятелни романи
- Red Carpet (1983)
- Московският клуб: Къртица-3 или Къртица в Кремъл, The Moscow Club (1991)
- Белязаният, Extraordinary Powers (1994)
- Часът нула, The Zero Hour (1996)
- Тежки престъпления, High Crimes (1998)
- Параноя, Paranoia (2004)
- Company Man (2005) – издаден и като „No Hiding Place“
- Инстинкт на убиец, Killer Instinct (2006) – награди „Бари“ и „Трилър“ за най-добър роман
- Power Play (2007)
- Suspicion (2014)

### Серия „Ник Хелър“ (Nick Heller)
1. Изчезнал, Vanished (2009)
2. Погребани тайни, Buried Secrets (2011)
3. Plan B (2011)

### Участие в общи серии с други писатели

#### Серия „Харолд Мидълтън“ (Harold Middleton)
1. Ръкописът на Шопен, The Chopin Manuscript (2008) – Джефри Дивър, Дейвид Хюсън, Джеймс Грейди, С. Джей Роузан, Ерика Спиндлър, Джон Рамзи Милър, Дейвид Корбет, Джон Гилстрап, Джим Фусили, Питър Шпигелман, Ралф Пезуло, Лайза Скоталайн, П. Дж. Париш, Лий Чайлд
2. The Copper Bracelet (2010) – Лий Чайлд, Дейвид Корбет, Джефри Дийвър, Джим Фусили, Джон Гилстрап, Джеймс Грейди, Дейвид Хюсън, Джон Рамзи Милър, П. Дж. Париш, Ралф Пезуло, С. Джей Роузан, Лайза Скоталайн, Питър Шпигелман, Брет Батълс и Ерика Спиндлър
3. Watchlist (2010) – Линда Барнс, Лий Чайлд, Дейвид Корбет, Джефри Дийвър, Джим Фусили, Джон Гилстрап, Дейвид Хюсън, Джон Ланд, Дейвид Лис, Гейл Линдс, П. Дж. Париш, Джеймс Фелън, Лайза Скоталайн и Джени Силър

### Новели
- Good and Valuable Consideration: Jack Reacher vs. Nick Heller (2014) – с Лий Чайлд

### Екранизации
- 2002 Тежки престъпления, High Crimes
- 2013 Параноя, Paranoia
- 2014 Инстинкт на убиец, Killer Instinct